# Старий Явор
Старий Явор (пол. Stary Jawor) — село в Польщі, у гміні Павлув Стараховицького повіту Свентокшиського воєводства.
Населення — 88 осіб (2011).
У 1975-1998 роках село належало до Келецького воєводства.

## Демографія
Демографічна структура на день 31 березня 2011 року:
|          | Загалом | Допрацездатний вік | Працездатний вік | Постпрацездатний вік |
| -------- | ------- | ------------------ | ---------------- | -------------------- |
| Чоловіки | 46      | 15                 | 28               | 3                    |
| Жінки    | 42      | 8                  | 26               | 8                    |
| Разом    | 88      | 23                 | 54               | 11                   |